# Ruimzicht (Eemnes)
Ruimzicht is een gemeentelijk monument aan de Wakkerendijk 72 in Eemnes in de provincie Utrecht.
Het perceel van een vroegere herenboerderij werd in 1842 verkocht door Willem Pieterse Hagen aan de heel-, genees- en verloskundige Bart van Ommeren. Het huis werd rond 1844 gebouwd, in 1849 werd er een stal bijgebouwd. De stal was in 1917 vervangen door een schuur.
De naam "Ruimzicht" is aangebracht in het onderste bovenlicht en verwijst naar het uitzicht op de Eemnesserpolder. De nok van het schilddak staat haaks op de Eemnesserweg. Langs de voorgevel loopt ter hoogte van de onderdorpels een lijst. Het bepleisterde souterrain heeft twee dubbele draaivensters. In de zijgevel zitten twee schuifvensters ter hoogte van de bel-etage.